# Brda
Brda (niem. Brahe) – rzeka w północnej Polsce, lewy dopływ Wisły, największy w jej dolnym biegu. Dolny fragment Brdy jest fragmentem drogi wodnej Wisła-Odra, międzynarodowej drogi wodnej E70 oraz Bydgoskiego Węzła Wodnego.

## Nazwa
Brda została odnotowana w dokumentach pisanych w XIII wieku jako Dbra, co oznaczało kiedyś ‛dół, jamę, dolinę, wąwóz’, później ‛dolinę z wodą’. Podobne znaczenie miał w języku staropolskim wyraz debrza – ‛zarośnięty, wypłukany i pogłębiony wodą wąwóz’. Nazwy te dobrze oddawały charakter rzeki, głęboko wciętej w wysoczyzny morenowe i sandrowe.

## Charakterystyka
Długość rzeki wynosi 238 km, a powierzchnia dorzecza 4627 km². Dorzecze składa się z 43 dopływów, ale są one małe. Największy z nich to Kamionka (55 km). Rzeka jest spławna na odcinku 210 km. Udział zasilania podziemnego należy do najwyższych w Polsce i wynosi 60–75% odpływu całkowitego.
Spadek Doliny Brdy jest na ogół wyrównany w całym biegu i wynosi średnio 0,63‰. Średni przepływ wzrasta wzdłuż jej biegu od 1,25 m³/s w miejscowości Nowa Brda do 19,9 m³/s w środkowym biegu (Tuchola), a w dolnym biegu (Smukała) wynosi 27,8 m³/s. Brda charakteryzuje się najniższymi w skali Polski wahaniami przepływów, co wynika z kilku przyczyn:
- dużej liczby jezior, przez które przepływa,
- obecności zbiorników zaporowych, zlokalizowanych w biegu dolnym,
- większość obszaru dorzecza ma łatwo przepuszczalne gleby (sandry) oraz jest zalesiona, co sprzyja infiltracji wód i zasilaniu podziemnemu rzeki,
- na obszarze dorzecza występują nieduże opady atmosferyczne, średnio 545 mm, które z reguły nie wywołują powodzi.

Wzrost przepływów Brdy w trakcie roku hydrologicznego notowany jest w miesiącach wczesnowiosennych oraz letnich, przy czym w poszczególnych latach, w zależności od sytuacji pogodowej, mogą dominować kulminacje półrocza zimowego lub letniego.
Jakość wód rzeki w całym jej biegu jest dobra (I i II klasa, tylko na 10-km odcinku ujściowym III klasa), należy do najczystszych rzek województwa kujawsko-pomorskiego.
W rzece żyją: boleń, brzana, jaź, karaś, krąp, kleń, leszcz, lin, okoń, płoć, wzdręga, pstrąg potokowy, sandacz, szczupak i troć wędrowna.

### Bieg rzeki
Brda płynie przez Równinę Charzykowską, Bory Tucholskie i Dolinę Brdy do Kotliny Toruńskiej, w województwie pomorskim oraz kujawsko-pomorskim. Na odcinku 25 km przepływa przez Bydgoszcz, gdzie łączy się z Kanałem Bydgoskim i uchodzi do Wisły.
Na obszarze Tucholskiego Parku Krajobrazowego rzece towarzyszy Wielki Kanał Brdy.
Z wyjątkiem początku i ujścia Brda przepływa przez rozległą powierzchnię sandrową, zwężającą się od Tucholi w wąski szlak sandrowy, ograniczony z obydwu stron wysoczyznami: Krajeńską i Świecką.

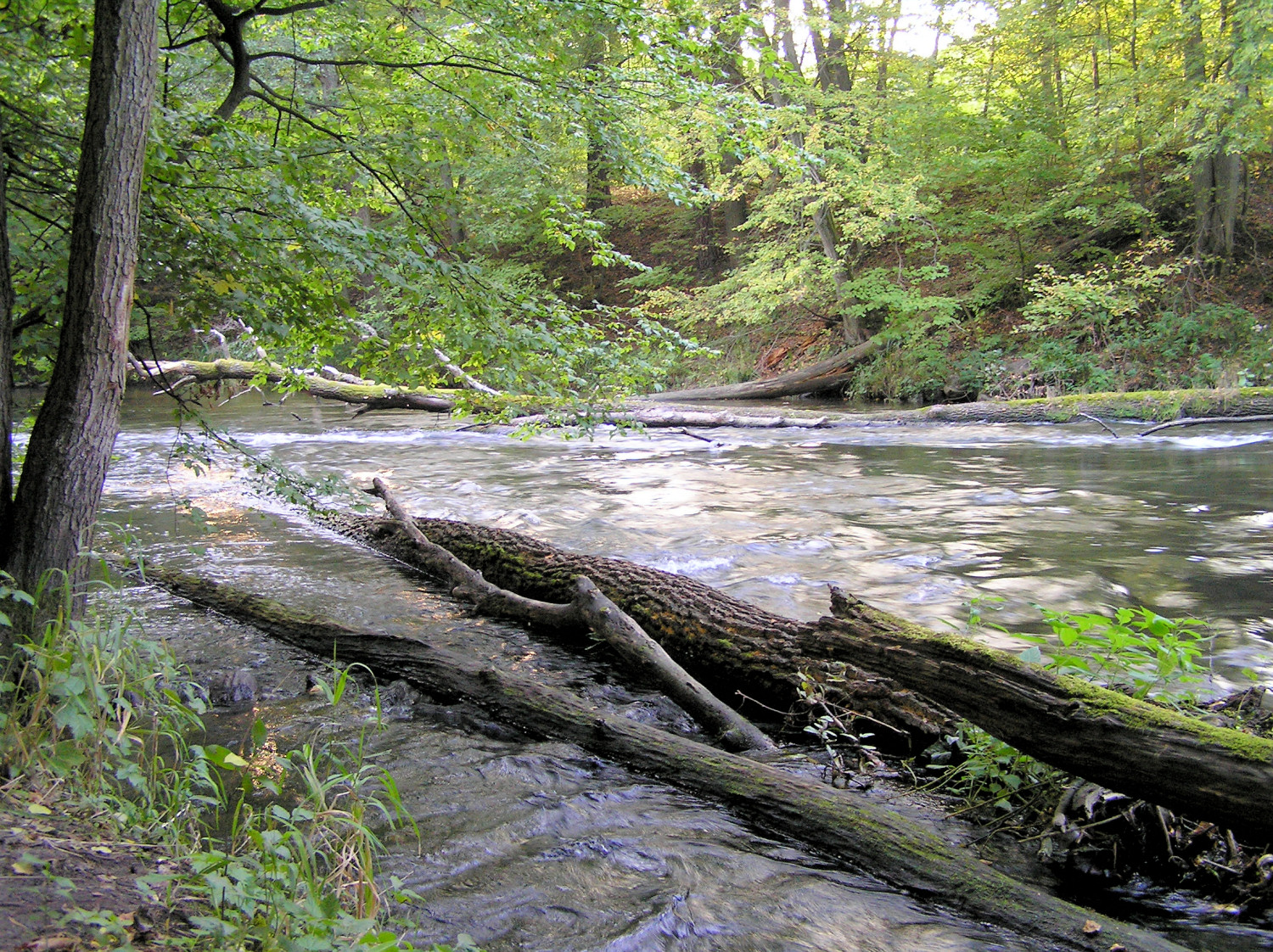
Uroczysko Piekiełko koło Tucholi

#### Bieg górny – źródło

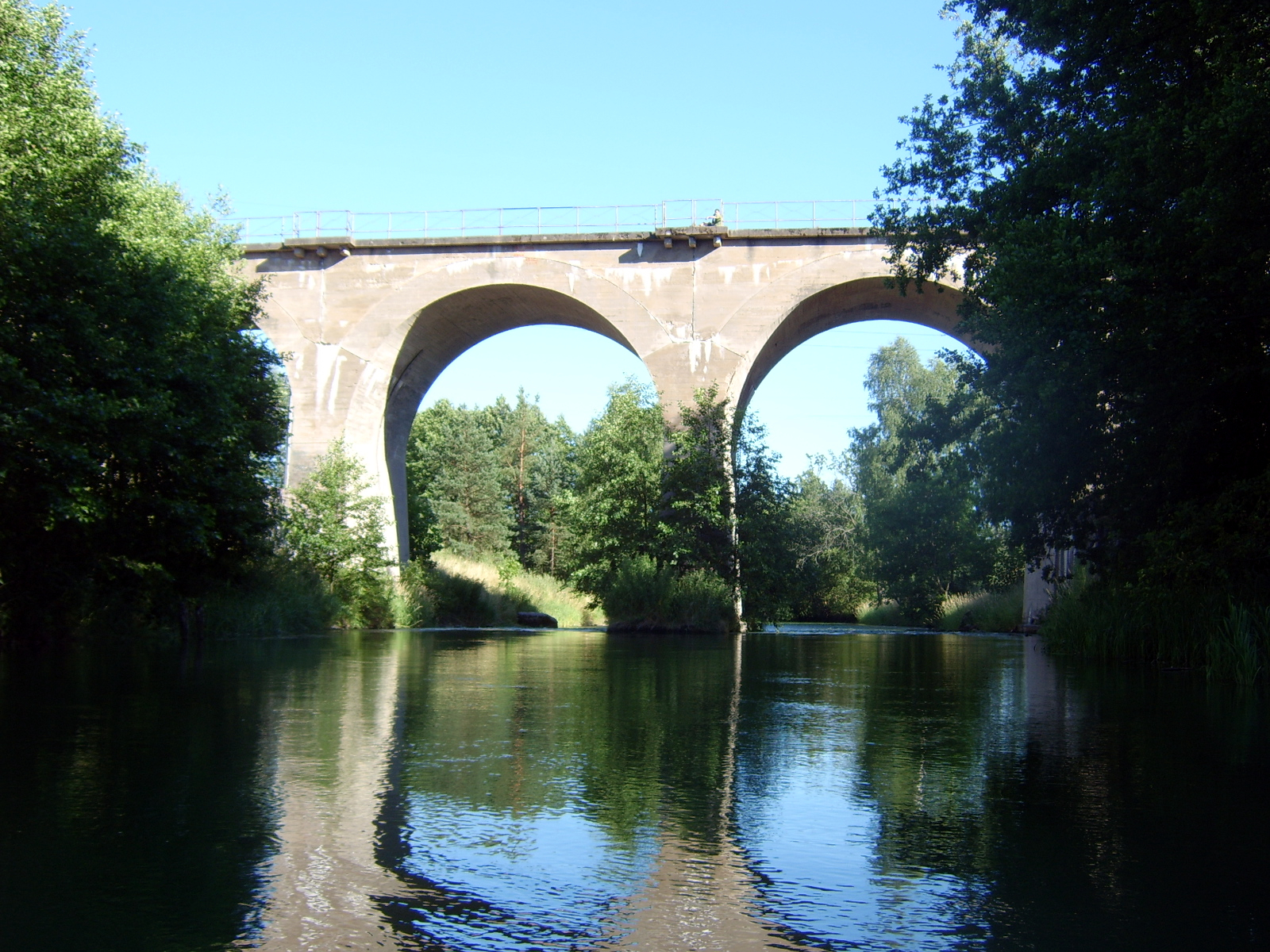
Most kolejowy w Rytlu

Brda wypływa na wysokości ok. 181 m n.p.m. z Jeziora Smołowego, wśród moren czołowych Pojezierza Bytowskiego na północny wschód od Miastka.

#### Bieg środkowy
Przepływa przez szereg jezior, m.in. Kamień, Orle, Siadło, Świeszyńskie, Głębokie, Szczytno Wielkie, Końskie, Charzykowskie, Karsińskie, Witoczno, Łąckie, Dybrzyk, Kosobudno. Szerokość koryta jest zmienna, niektóre odcinki Doliny Brdy mają charakter wąskich i głębokich rynien o stromych zboczach, w niektórych rzeka meandruje.
Na odcinku od Woziwody do miejscowości Piła-Młyn Brda jest częścią rezerwatu „Dolina rzeki Brdy” w celu ochrony ekosystemu obejmującego krajobraz, roślinność oraz ostoje dzikich zwierząt.

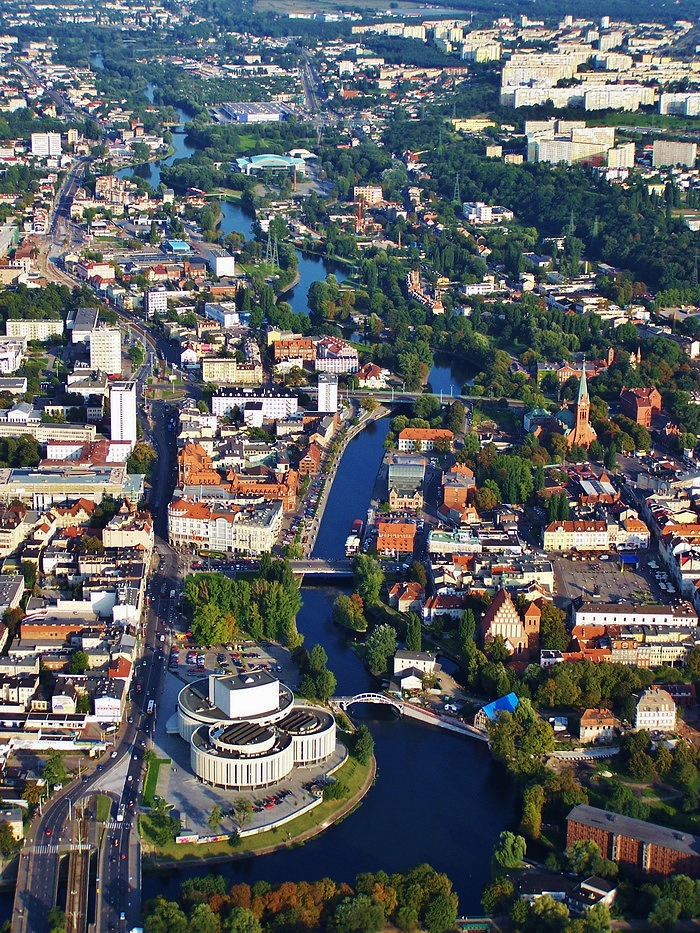
Brda na Starym Mieście w Bydgoszczy

#### Bieg dolny – ujście
Dolny odcinek Brdy położony jest w obrębie granic administracyjnych Bydgoszczy na odcinku 25 km, ze średnim spadkiem 0,42%. Dopływami Brdy w obrębie Bydgoszczy są: Kanał Bydgoski, struga Flis oraz niewielkie cieki spływające z wysoczyzn. Na osiedlu Piaski rzeka wpływa do Pradoliny Toruńsko-Eberswaldzkiej, zaś na Okolu zmienia kierunek z południkowego na równoleżnikowy, zmierzając na wschód ku Wiśle.
Od wlotu Kanału Bydgoskiego aż do ujścia Brda jest skanalizowana, włączona w system drogi wodnej łączącej Wisłę z Odrą poprzez Kanał Bydgoski, Noteć oraz Wartę. Powyżej i w obrębie Bydgoszczy rzeka jest zabudowana energetycznie kaskadą elektrowni Samociążek – Tryszczyn – Smukała. Na terenie miasta zlokalizowano na rzece stopnie piętrzące: Jaz Farny, Jaz Ulgowy, Międzywodzie, Śluza Miejska, Jaz Czersko Polskie, Śluza Czersko Polskie.
W rejonie Starego Miasta w Bydgoszczy, Brda oraz jej odnoga Młynówka opływają Wyspę Młyńską, która jest jedną z atrakcji turystycznych Bydgoszczy.
Uchodzi do Wisły na wysokości 28,8 m n.p.m. na osiedlu w Bydgoszczy zwanej Brdyujściem.

### Zalew Koronowski

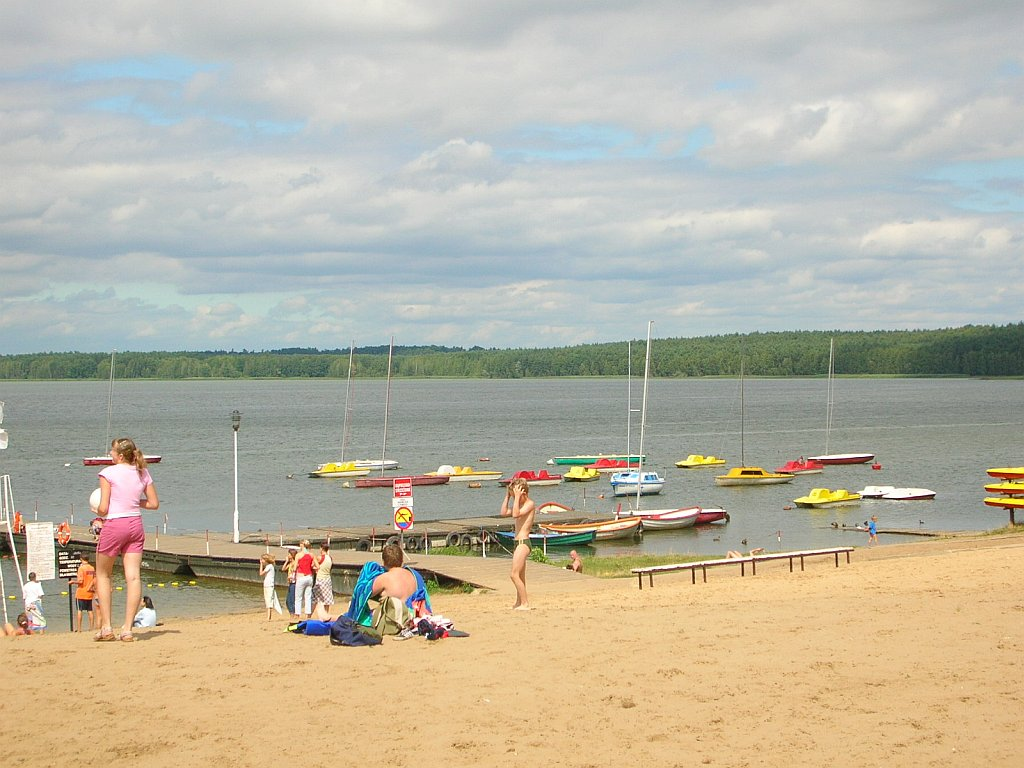
Plaża w Pieczyskach nad Zalewem Koronowskim

W latach 1956–1962 na rzece utworzono Jezioro Koronowskie przez spiętrzenie wody zaporą w Pieczyskach, która zalała poza doliną Brdy odcinki ujściowe jej dopływów i liczne jeziora. Zbiornik ma powierzchnię 1560 ha i pojemność 81 milionów m³. Ma kształt wydłużony o długości 36 km. Maksymalna głębokość dochodzi do 20 m. Długość linii brzegowej sięga 102 km.

### Brda w sieci międzynarodowych dróg wodnych
Zgodnie z Rozporządzeniem Rady Ministrów z 2002 r. ws. klasyfikacji śródlądowych dróg wodnych, Brda na odcinku dolnym od ujścia Kanału Bydgoskiego do Wisły (14,4 km) ma II klasę żeglowną i jest elementem międzynarodowej drogi wodnej E70, ustalonej w 1996 r. w porozumieniu AGN (European Agreement on Main Inland Waterways of International Importance). Szlak ten łączy Antwerpię w Belgii z Kłajpedą na Litwie.

## Historia

### Regulacja rzeki

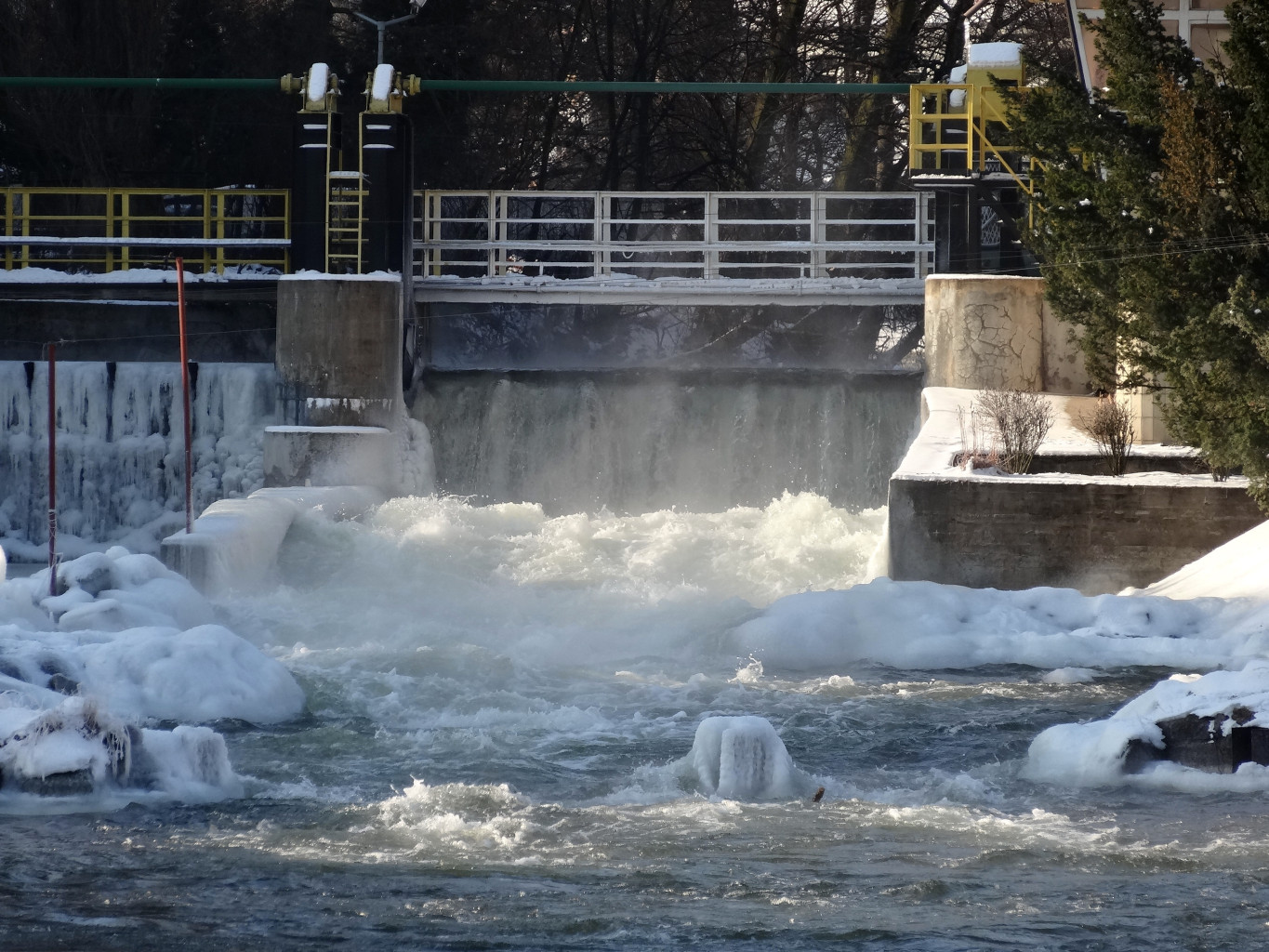
Jaz Farny w Bydgoszczy

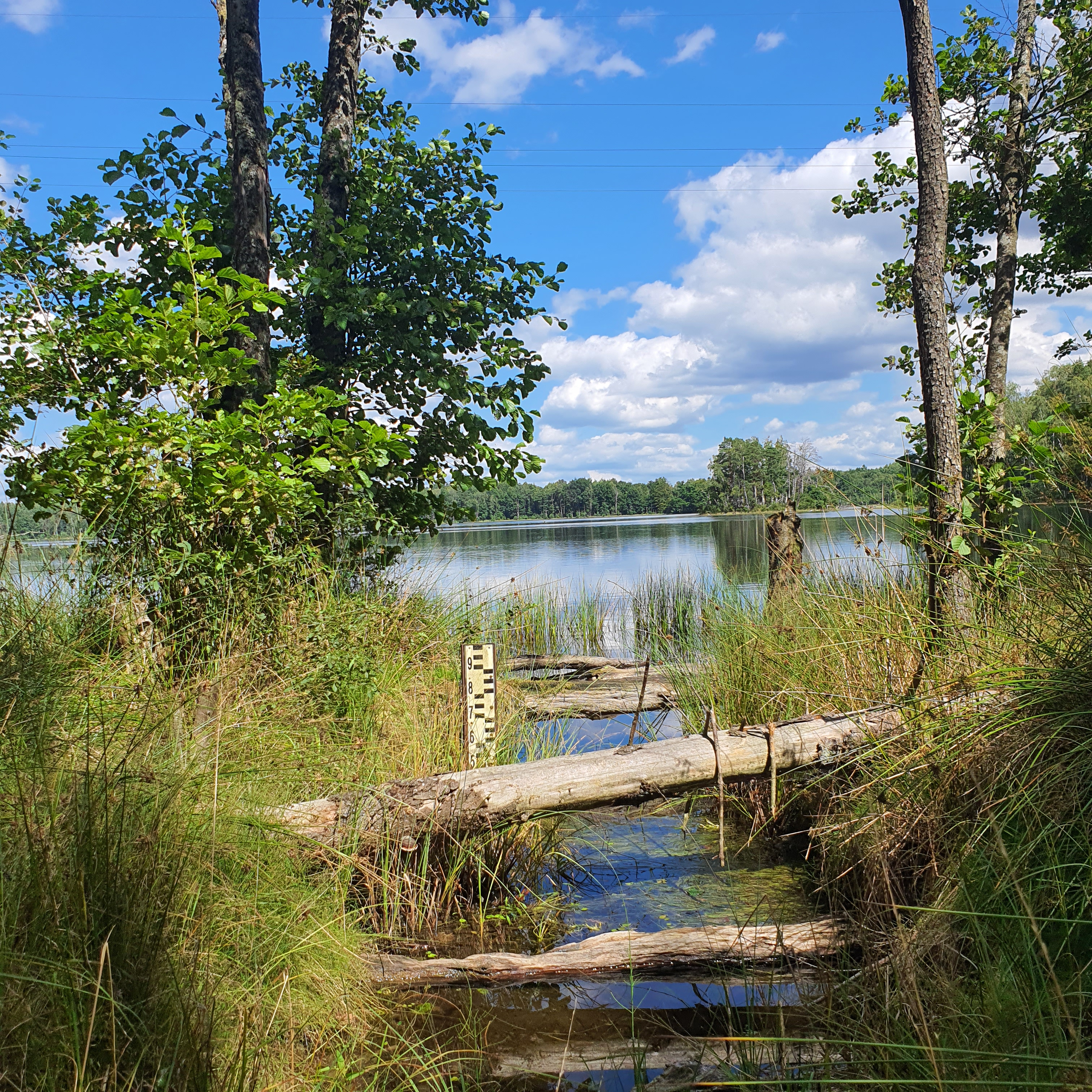
Ujście Brdy z jez. Smołowego

Brda była rzeką spławną już w XII wieku. Do końca XVIII wieku nie doszło do znaczniejszych przekształceń koryta przez człowieka, poza rejonem Starego Miasta w Bydgoszczy, gdzie przed 1408 r. zbudowano śluzę miejską (dzisiaj Jaz Farny), podpiętrzającą wody na potrzeby młynów królewskich oraz mennicy na Wyspie Młyńskiej. Rzeką spławiano drewno z Borów Tucholskich, a na dolnym odcinku rzeka służyła jako droga wodna łącząca port bydgoski z Wisłą. W XVI – XVII wieku spławiano tędy duże ilości zboża, towarów leśnych, piwa i ceramiki docelowo do Gdańska, skąd przywożono towary zamorskie. Po budowie w 1774 r. Kanału Bydgoskiego (24 km) łączącego Brdę z Notecią, dolny odcinek rzeki stał się fragmentem spławnej drogi wodnej Wisła – Odra, łączącej dorzecza Europy Zachodniej z siecią Wisły. Na styku Kanału i Brdy powstała Śluza Miejska. W XIX wieku na Brdzie rósł ruch towarowy, jak również pasażerski. W 1855 r. uruchomiono pierwszy statek parowy. W latach 1876–1879 dokonano regulacji rzeki na odcinku od Śluzy Miejskiej do Wisły. W pobliżu ujścia zbudowano jazy iglicowe oraz dwie śluzy: Brdyujście oraz Kapuściska, które podpiętrzyły rzekę tworząc port drzewny. W 1895 r. skrócono trasę żeglugi poprzez przekop meandru w rejonie ul. Spornej. Powstała wówczas wyspa na Zimnych Wodach. W tym czasie przy ul. Spornej powstał port rzeczny Żeglugi Bydgoskiej. W latach 1905–1906 jazy iglicowe i śluzę Kapuściska zastąpiono jazem walcowym Czersko Polskie, wskutek czego powiększeniu do 95 ha uległ port drzewny. Poziom Brdy od ujścia do centrum Bydgoszczy został uniezależniony do sytuacji hydrologicznej na Wiśle. W II połowie XIX i na początku XX wieku Brdą transportowano masowo drewno pochodzące z Królestwa Kongresowego do Berlina. Roczny spław tego surowca przez śluzę Brdyujście wynosił w czasach eksploatacji portu drzewnego (1879–1916) przeciętnie 2–3 mln m³. W 1905 r. wzrósł do 4,5, a w 1906 r. do 4,8 mln m³, co stanowiło ⅓ rocznego dowozu drewna do Cesarstwa Niemieckiego. W 1914 r. oddano do użytku nowy odcinek Kanału Bydgoskiego, dla którego przebudowano Śluzę Miejską.
W okresie międzywojennym port drzewny zaadaptowano na pierwszy w Polsce tor regatowy, na którym corocznie rozgrywano Regaty Wszechpolskie. Wzdłuż rzeki rozlokowały się kluby i przystanie wioślarskie i kajakarskie. W 1962 r. oddano do użytku ujęcie wody na Czyżkówku, które zapewniało ok. 50% wody pitnej dla Bydgoszczy (drugie 50% czerpano ze studni głębinowych). Począwszy od lat 60. XX w. brak oczyszczalni ścieków przemysłowych i komunalnych doprowadził do silnego zanieczyszczenia wód Brdy na dolnym odcinku od Okola do ujścia. Konsekwencją tego faktu było zamknięcie kąpielisk miejskich w Smukale, Opławcu i Brdyujściu, działających od XIX w. Dopiero po 2001 r., kiedy oddano do użytku dwie duże oczyszczalnie: Fordon i Kapuściska, po odcięciu wylotów kolektorów ścieków oraz bagrowaniu osadów rzecznych, jakość wody polepszyła się. Od 2004 r. po Brdzie kursuje Bydgoski Tramwaj Wodny.

### Kaskady Brdy
Pod koniec XIX wieku w Smukale powstała drewniana zapora wodna, przy której zabudowano małą elektrownię wodną. W 1902 r. w jej miejscu powstał tzw. zamek wodny do zasilania karbidowni. Budowla ta istniała do 1939 r., kiedy zniszczyło ją wycofujące się Wojsko Polskie podczas kampanii wrześniowej. W 1928 r. prof. Karol Pomianowski opracował projekt budowy na Brdzie zespołu ośmiu kaskad, wykorzystujących spadek rzeki, niewielkie wahania przepływów i głębokie wcięcie doliny. Poszczególne stopnie wodne miały powstać w miejscowościach: Zapora, Uboga, Kiełpin, Piła-Młyn (Jezioro Szpitalne), Koronowo, Tryszczyn, Smukała i Opławiec. Z uwagi na duże koszty, projektu nie zrealizowano. Prace planistyczne kontynuowano po II wojnie światowej. Ostatecznie w latach 1950–1962 zbudowano cztery zbiorniki zaporowe: Zapora, Koronowo, Tryszczyn i Smukała, przy których uruchomiono elektrownie wodne. W 1960 r. oddano do użytku największy Zbiornik Koronowski o powierzchni 13,5 km², który powstał z podpiętrzonej o 20 m Brdy oraz połączenia wielu jezior rynnowych. Na jego dnie znajduje się zatopiona wieś Olszewka.
W Bydgoszczy funkcjonują trzy elektrownie wodne: w Smukale, Wyspie Młyńskiej i w Czersku Polskim (2012).

## Turystyka
Brda stanowi jeden z najpiękniejszych w kraju szlaków kajakowych. Rzeka jest dostępna dla ruchu kajakowego na długości 233 km, od miejscowości Świeszyno (Brda wpada tam do Jeziora Głębokiego) do Bydgoszczy, przy ujściu do Wisły. Urozmaicony, kręty bieg rzeki, lasy, jeziora, pierwotna przyroda, liczne boczne szlaki, od lat ściągają na Brdę turystów wodniaków.
Atrakcją środkowego biegu Brdy są przede wszystkim malownicze jeziora charakteryzujące się czystą wodą i urozmaiconymi, przeważnie zalesionymi brzegami. Nad jej brzegami rozlokowane zostały liczne ośrodki wypoczynkowe.
Na terenie Borów Tucholskich, znajduje się zapora w Zaporze, kierująca część wód rzeki do Wielkiego Kanału Brdy – budowli hydrotechnicznej z połowy XIX wieku. Kanał ten, poprowadzony jest równolegle do Brdy, miejscami po akweduktach, ponad kilkoma jej dopływami.
W okolicy Tucholi Brda tworzy malowniczy przełom z licznymi bystrzami zwany Piekłem, stanowiący pomnik przyrody.
Szlak kończy największe na całym szlaku Brdy, Jezioro Koronowskie o urozmaiconej linii brzegowej, z kilkoma zatokami, otoczone niemal ze wszystkich stron lasami.
Przy Brdzie znajduje się pięć stanic wodnych PTTK, które służą turystom do odbywania spływów rzeką.
Rzeka Brda jest również jedną z atrakcji turystycznych Bydgoszczy. W rzece odbijają swe wizerunki zabytki i liczne budynki współczesne (Wyspa Młyńska, Wenecja Bydgoska), znajdują się przystanie i bulwary, kursują tramwaje wodne. Przy ujściu rzeki znajduje się drugi w Polsce pod względem walorów sportowych (po poznańskiej Malcie) Tor Regatowy, na którym odbywają się krajowe i międzynarodowe zawody wioślarskie i kajakarskie.
Swego rodzaju atrakcją turystyczną są zachowane wzdłuż rzeki znaki wysokiej wody.

### Szlaki turystyczne

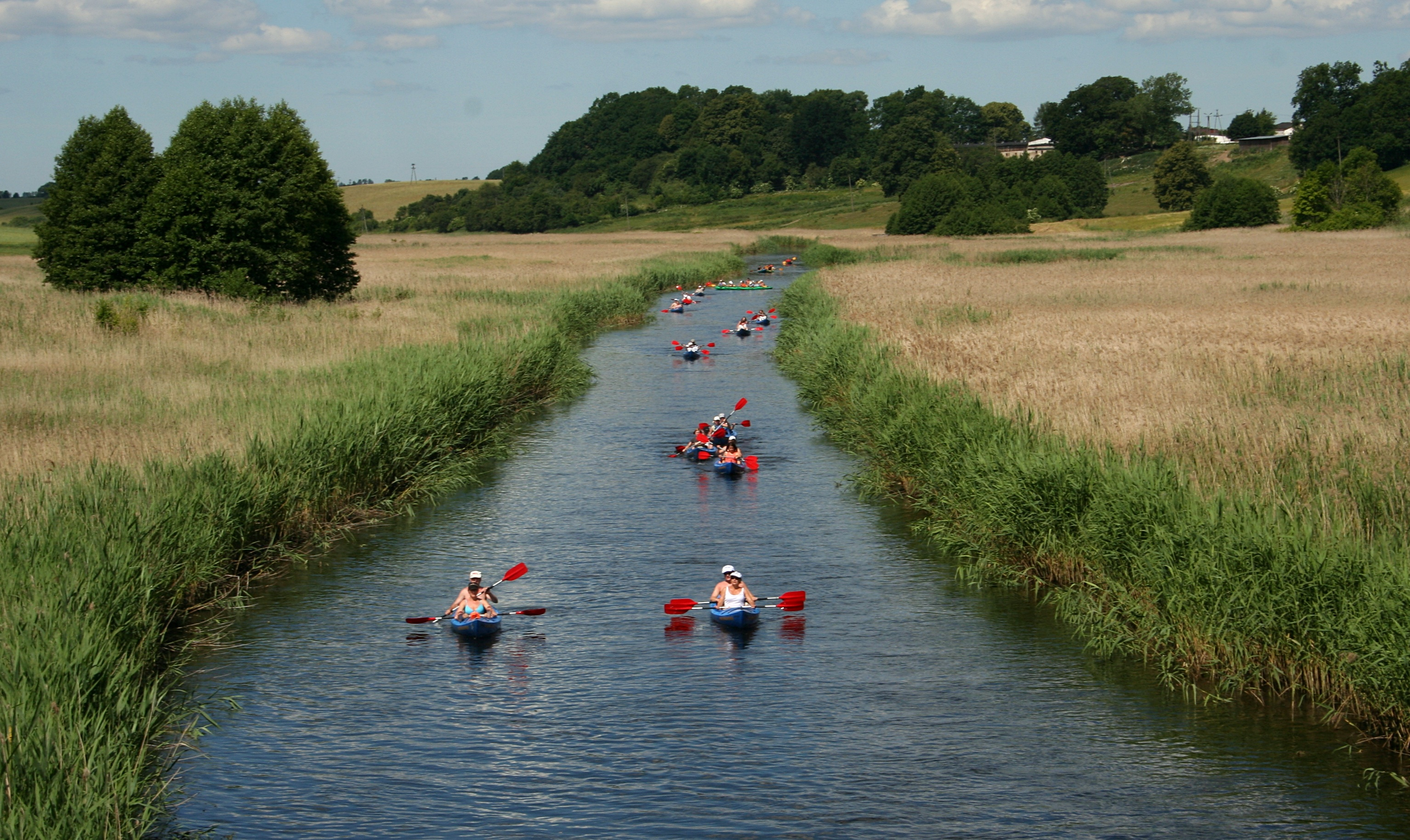
Spływ kajakowy Brdą

Wzdłuż Brdy przebiega szereg znakowanych pieszych szlaków turystycznych:
- szlak turystyczny Brdy: Bydgoszcz Brdyujście – Sokole-Kuźnica – Świt – Rytel – Swornegacie – Konarzyny,
- szlak turystyczny Doliny Brdy: Miastko – Starżno – Stara Brda – Rezerwat „Przytoń” – Nowa Brda – Rudniki – Przechlewo
- szlak turystyczny Klubu Turystów Pieszych TALK: Bydgoszcz Fordon – Osielsko – Opławiec – Gościeradz,
- szlak turystyczny Jeziora Koronowskiego: Wudzyn – Sokole-Kuźnica – Rynna Jezior Byszewskich – Samociążek – Stronno,
- szlak turystyczny im. Leona Wyczółkowskiego: Bydgoszcz Osowa Góra – Sokole-Kuźnica – Pruszcz,
- szlak turystyczny Białego Węgla: Maksymilianowo – Pieczyska – Koronowo,
- szlak turystyczny im. B. Nowodworskiego: Tuchola – Cekcyn,
- szlak turystyczny Wielkiego Kanału Brdy: Rytel – Fojutowo – Legbąd.

## Ważniejsze elektrownie zbudowane na Brdzie
Poniżej Zalewu Koronowskiego na Brdzie wybudowano kilka zapór i elektrowni wodnych.
Zbiornikami wyrównawczymi dla elektrowni są dwa mniejsze sztuczne zbiorniki: zalew Tryszczyn i zalew Smukała. Zapora w Smukale leży już w granicach administracyjnych Bydgoszczy.
Do ważniejszych elektrowni wodnych na Brdzie należą:
- Zapora
- Samociążek
- Tryszczyn-Elektrownia
- Elektrownia wodna „Smukała” w Bydgoszczy
- Elektrownia „Kujawska” przy jazie farnym w Bydgoszczy
- Elektrownia „Mewat” przy jazie walcowym w Bydgoszczy

## Większe miejscowości położone nad Brdą
- Konarzyny
- Koczała
- Przechlewo
- Sąpolno
- Swornegacie
- Męcikał
- Rytel
- Tuchola
- Koronowo
- Tryszczyn
- Bydgoszcz

## Ważniejsze dopływy
- Lewostronne:

Lipczynka, Chocina, Zbrzyca, Raciąska Struga, Czerska Struga, Bielska Struga, Ruda (Stążka), Szumionka, Kręgiel, Struga (Kotomierzyca).
- Prawostronne:

Modra, Ruda, Czerwonka (Czerwona Struga), Jarcewska Struga, Ostrowicka Struga (Struga Siedmiu Jezior), Hozjanna, Kicz, Kamionka, Sępolna (Sępolenka), Krówka, Flis.